# Max Lindh
Max Robert Lindh (* 1. Juni 1890 in  Königsberg i. Pr.; † 14. Januar 1971 in West-Berlin) war ein deutscher Landschaftsmaler und Hochschullehrer.

## Leben
Max Lindh war der Sohn des Schuhmachers Eugen Lindh und der Amalie geb. Krause. Zunächst Zeichner beim Vermessungsamt in Königsberg, besuchte Lindh die Kunst- und Gewerkschule (1917/18). Von 1919 bis 1924 war er an der Kunstakademie Königsberg Schüler von Arthur Degner. Nachdem er von 1924 bis 1930 freischaffender Maler gewesen war, stand er vier Jahre als Kunsterzieher im Schuldienst. 1934 ging er als Dozent für Kunsterziehung an die Kunstakademie, die ihn 1937 zum Professor ernannte. In der Zeit des Nationalsozialismus war Lindh obligatorisch Mitglied der Reichskammer der bildenden Künste. Für diese Zeit ist seine Teilnahme an fünf großen Gruppenausstellungen sicher belegt.
Nach der Vertreibung aus Ostpreußen wurde er 1946 von der Universität Rostock als Professor für Kunsterziehung berufen. Er war Direktor des Instituts für Kunsterziehung und Leiter des Ateliers der Universität. 1955 emeritiert, zog er 1961 nach West-Berlin, wo er bis zu seinem Tode lebte.
Max Lindh schuf Ölbilder, Aquarelle und Zeichnungen. Er ist mit seinem Werk auch im Kunstforum Ostdeutsche Galerie vertreten. Zwei Jahre vor seinem Tod malte er aus der Erinnerung den Wachtbudenberg an der Samlandküste.

## Veröffentlichungen
- Die Malerei der Gegenwart und die Jugend (1948)
- Maler bäuerlichen Lebens (1948)
- Über die Malweise unserer Meister (1954) – unter Mitwirkung des Rostocker Malers Heinrich Engel
- Beitrag zur Gesetzmäßigkeit der einfachen bildhaften Gestalt (1956)

## Ausstellungen
- 1945: Schwerin, Landesmuseum („Jahresschau 1945 der Kunstschaffenden aus Mecklenburg-Vorpommern“)[4]
- 1957: Rostock, Museum der Stadt Rostock („Max Lindh. Ölbilder, Aquarelle“)